# Тисима (авизо)
Тисима (яп. 千島, «Курильский архипелаг») — крейсер Императорского флота Японии. Использовался как авизо.

## Постройка
«Тисима» была сконструирована французским военным советником в Японии Луи-Эмилем Бертеном и построена на верфи французской компании Ateliers et Chantiers de la Loire в городе Сен-Назер в рамках программы расширения японского флота. Поскольку Бертен при конструировании придерживался теории «молодой школы», предполагавшей постройку лёгких кораблей, «Тисима» получилась маленькой и несла небольшое количество артиллерийских орудий; по виду её иногда путали с торпедной канонерской лодкой или эсминцем.
Конструкция «Тисимы» на время постройки была уже слегка устаревшей и кроме парового двигателя включала три мачты с полным комплектом парусов, как у барка. Основным оружием её были пять корабельных пушек 76-миллиметрового калибра: четыре были установлены в спонсонах по обоим бортам, пятая — на носу. Кроме того, она несла 6 пушек 37-миллиметрового калибра (по две на мостике, полуюте и на обоих бортах) и 5 торпед, для выпуска которых предназначались 3 торпедных аппарата 380-миллиметрового калибра.

## Служба
Ввод «Тисимы» в эксплуатацию был отложен более чем на год, поскольку судно развивало скорость лишь в 19 узлов (35 км/ч) вместо запланированных 22 узлов (41 км/ч). Из-за этого французы согласились выплатить японцам компенсацию. В конце концов «Тисима» отправилась из Франции в Японию через Александрию, Суэцкий канал и Сингапур с командой, состоявшей из 80 японцев и 11 французских специалистов. В ходе этого плавания была проведена проверка состояния и возможностей корабля, при которой обнаружилось множество проблем с двигателем, включая отказ парового котла, протечки и трещины в паропроводах.
Несмотря на все трудности, «Тисима» добралась до порта Нагасаки и была официально включена в состав японского флота, однако уже через неделю после этого потерпела крушение. Бурной ночью 30 ноября 1892 года она столкнулась с британским торговым судном «Равенна» компании P&O недалеко от города Мацуяма в точке 33°55′ с. ш. 132°39′ в. д.. Более крупная «Равенна» врезалась в середину «Тисимы», разбив её на две половины. «Тисима» затонула вместе с большей частью команды, «Равенна» же практически не пострадала.
Одна из пушек «Тисимы» ныне стоит на кладбище Аояма в Токио, а в Мацуяме, в буддийском храме Дзёфуку-дзи, находится мемориальный камень с памятной надписью, которую выполнил Того Хэйхатиро.